# حوادث الطيران في اليمن
تتكرر حوادث تحطم الطائرات العسكرية اليمنية خصوصاً وأن معظم طائرات الجيش اليمني روسية الصنع وهو قديم ومتهالك، وفي كل مرة تأتي التصريحات الرسمية لتؤكد أن السبب خلل فني.
كشفت إحصائية محلية عن سقوط 20 طائرة عسكرية وتدمير 4 طائرات واحتراق أخرى وعن مقتل 16 طياراً ومساعد طيار ومقتل 23 مدرباً وفنياً وملاحاً خلال الفترة بين 2004 - 2012.
ولكن في عام أواخر 2012 وعام 2013 زادت الحوادث والاغتيالات التي تطال القوات الجوية بشكل مريب يثير الكثير من الشكوك.

## 2011-2012
ففي 31 أكتوبر 2011 في حادثة غامضة تم تفجير 4 طائرات عسكرية 3 منها من نوع سوخوي والرابعة إف-5 في قاعدة الديلمي الجوية. وبعد ذلك بعام في 15 أكتوبر 2012 تحطمت طائرة ميج-21 إثر اقلاعها في قاعدة العند الجوية على ارتفاع 50 متر من الأرض بعد إقلاعها. وفي 21 نوفمبر 2012 سقطت طائرة نقل عسكرية من طراز أنتونوف أن-24 في حي الحصبة مما أسفر عن مقتل عشرة من أفراد طاقمها  ، وتحدثت مصادر اعلامية عن اصابة الطائرة بعدة طلقات نارية أدت لسقوطها.

## 2013
وفي 19 فبراير 2013 قتل 12 شخصا بينهم 3 نساء وطفلين عندما سقطت طائرة عسكرية من نوع سوخوي سو-22 فوق عدة مباني سكنية بالقرب من ساحة التغيير بصنعاء. وفي يوم الاثنين 6 مايو أعلن مصدر عسكرى بوزارة الدفاع اليمنية وقوع انفجار في خزانات وقود الطائرات في قاعدة العند الجوية وفي نفس اليوم استهدفت طائرة عمودية هليوكبتر في منطقة همدان بصنعاء  وبعد ذلك بيومين في 8 مايو لقي ثلاثة طيارين يمنيين يعملون في قاعدة العند الجوية، مصرعهم في عملية اغتيال في محافظة لحج.
في 13 مايو من نفس الاسبوع سقطت طائرة عسكرية روسية الصنع من طراز سوخوي في العاصمة صنعاء في شارع الخمسين بالقرب من حي دار سلم، جنوب العاصمة وقتل فيها قائدها واصيب العديد من المواطنين  وأظهرت صور التقطت لحطام الطائرة ثقوب في حطامها يشتبه بأنها لطلقات نارية أصابت الطائرة  ، وأوضح مدير المركز الإعلامي للقوات الجوية الرائد طيار مهدي العيدروس أن تحطم الطائرة بقعل فاعل وأن المؤشرات الاولية لحادثة سقوط طائرة السوخوي تشير إلى احتمالية تعرض الطائرة لطلق ناري أو ان عبوة ناسفة زرعت عليها، وأوضح أن السبب هو خلل امني وليس خلل فني.

### أغسطس
في 6 أغسطس 2013 تعرضت طائرة نقل مروحية من نوع ميل مي-17 لإطلاق نار من قبل مخربين في منطقة العرقين بمديرية وادي عبيدة في محافظة مأرب قتل فيها قائداللواء 107 مشاة العميد حسين مشعبة وسبعة من مرافقيه، بالإضافة إلى طاقم الطائرة المكون من 3 أفراد.